# Adolf König (Geigenbauer)
Adolf König (* 16. Mai 1908 in Zürich; † 2000) war ein Schweizer Geigenbauer.

## Leben und Wirken
Adolf König war von 1924 bis 1927 Schüler von August Meinel in Liestal, der die meisten Schweizer Geigenbauer ausgebildet hat. Anschliessend arbeitete er bis 1929 in Brüssel als Gehilfe von René Aerts. Ab Januar 1930 arbeitete er als selbständiger Geigenbauer in Zürich. Von 1930 bis 1940 baute er rund 80 Instrumente, darunter ein Quartett mit dazugehörigem Kontrabass für die Schweizerische Landesausstellung von 1939, wofür er mit einem Diplom geehrt wurde.
Ab 1. Juli 1944 war Adolf König Vorsteher der damals neu eröffneten Schweizerische Geigenbauschule (heute: Geigenbauschule Brienz) in Brienz.